# Markering voor wandelpaden

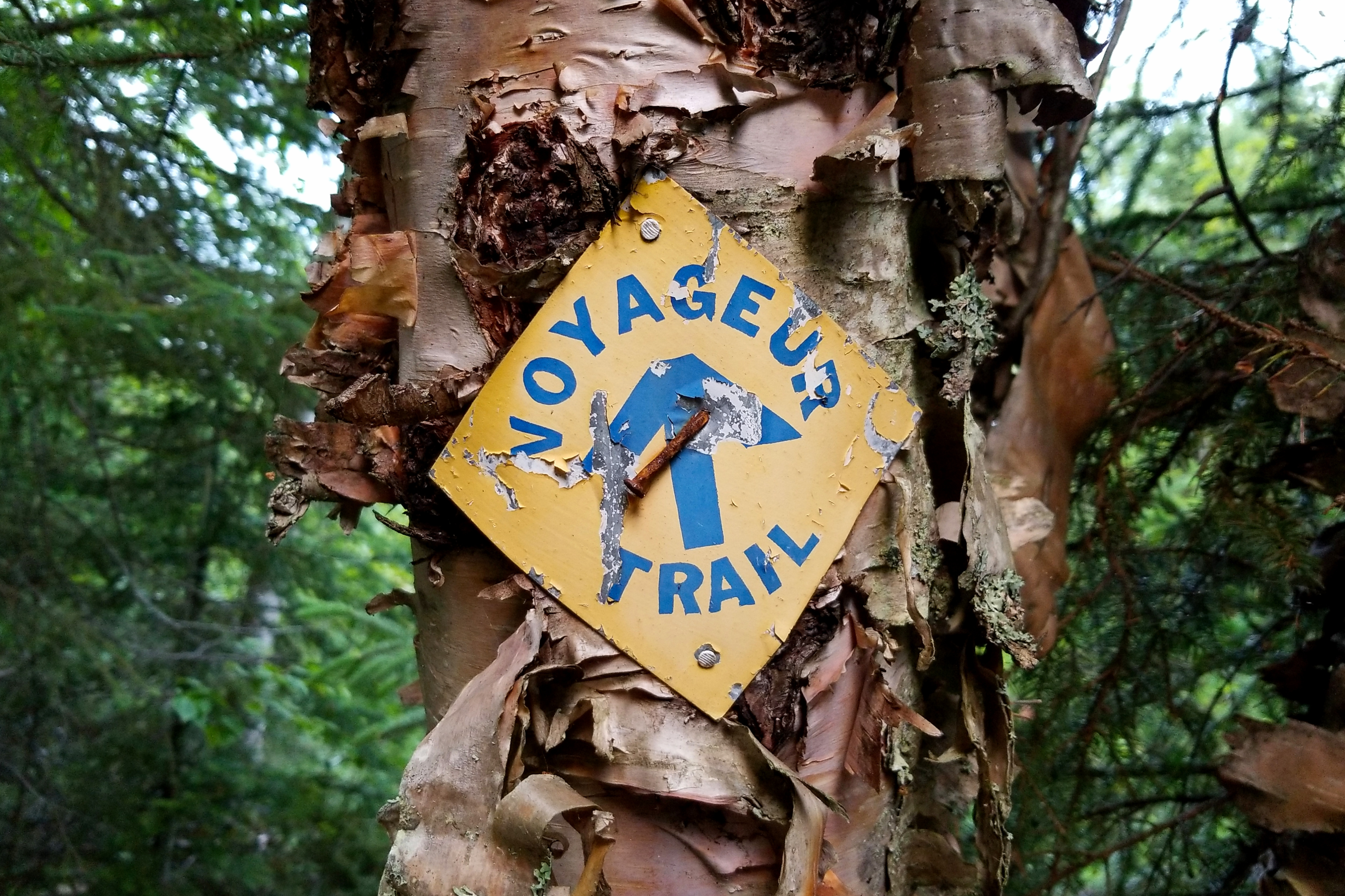
Markering in Canada

Wereldwijd bestaan talloze systemen voor de markering van wandelpaden. In Nederland en België zijn de meest gebruikelijke:
- Wit-rode markering GR-pad, LAW
- Geel-rode markering streekpaden in Nederland
- Geel-blauwe markering Nederlandse Wandelsport Bond, alleen actief in Nederland

De wit-rode markering wordt ook veelvuldig gebruikt in Frankrijk, Spanje, Portugal en Luxemburg. In voormalig West-Duitsland wordt de voorkeur gegeven aan een schuin zwart kruis op witte achtergrond, dan wel een schuin wit kruis op donkere achtergrond, terwijl in de voormalige DDR een gekleurde horizontale balk op een witte achtergrond de voorkeur geniet. Dit laatste symbool is ook te interpreteren als twee witte strepen met een gekleurde streep ertussen. Deze zelfde markering is ook gangbaar in Polen, Estland, Tsjechië, Slowakije, Hongarije en Bulgarije. In Oostenrijk wordt ze alleen gebruikt voor alpiene routes; de overige wandelwegen worden gemarkeerd met de Oostenrijkse vlag, twee rode horizontale strepen met een witte streep ertussen.